# 松井理子
松緯 理湖（まつい りこ、1978年8月31日 - ）は、日本の女優。大阪府出身。元ワイズビジョンアンドクロス。
元月の石。2019年12月1日より松井理子から松緯理湖に改名。

## 人物・来歴
- 特技は、関西弁、カヌー(シーカヤック）、OPヨット操縦。
- サイズは、身長152cm、B89 W68 H89、S23.5cm
- 1999年　劇団大阪新撰組入団
- 2001年　東京アナウンス学院演技科入学
- 2003年　林英樹ゼミ卒業
- 2004年　テラアーツファクトリー入団
- 2011年 テラアーツファクトリー退団
- 2012年 月の石所属
- 2014年 月の石退所(12月末日)
- 2016年 ワイズビジョンアンドクロス所属
- 2022年 ワイズビジョンアンドクロス退所

## 出演

### 舞台
【劇団大阪新撰組】
- - 　「ソラノフルマチ」（扇町ミュージアムスクエア）
  - 　「少年仮面」（ウイングフィールド）
  - 　「おやすみのキスを忘れた」」（HEP HALL）
  - 　「月のまひる」（扇町ミュージアムスクエア）
  - 　「ムーンラビッツの落とした涙」（神戸オリエンタル劇場）
  - 　「大道具屋（とんとんや）」（スタジオガリバー）
  - 　「うつくしい辞」（スタジオガリバー）

【東京アナウンス学院】
- - 　林ゼミ卒業公演「阿修羅城の瞳」（練馬文化ホール）演出：林英樹

### 客演
- 月蝕歌劇団小公演「水晶の魔〜マリンブル伝説〜」（BOS BAR）演出：高取英／男1役
- 月蝕歌劇団本公演「家畜人ヤプー」（大塚萬劇場）演出：高取英／F1号役
- 月蝕歌劇団本公演「金色夜叉の逆襲」（ザムザ阿佐谷）演出：高取英／牡丹役
- 自然派集団アイドリングストップとしてイベントに参加（計3回）全て寸劇（20分〜30分の寸劇）
- 超新星オカシネマ「どん底2009」（シアター711）演出：かわさきひろゆき／お妙役
- 超新星オカシネマ「どん底2009」（千本桜ホール）演出：かわさきひろゆき／お妙役
- ココロ舞台化計画「KOKOROココロ」（シアターサンモール）作・演出：石沢克己
- team青春「れでぃご！」（仙川劇場）作・演出：田中精／藤崎舞子役
- 劇団6番シード本公演「関ヶ原でダンス」（吉祥寺シアター）作・演出：松本陽一　ダブルキャスト／お紅役

- 【テラ・アーツ・ファクトリー】

　　※テラ・アーツ．ファクトリー本公演全作品、出演・演出補
- - 「ヌード／ツアラトストラ」（ザムザ阿佐谷）
  - 「イグアナの娘、たち」（麻布die pratze）演出：林英樹　　M.S.A collection2006参加作品
  - 「アンチゴーネ／血」（麻布die pratze）演出：林英樹
  - 「ノラ - 人形の城 - 」（ザムザ阿佐谷）演出：林英樹
  - 「アンチゴーネ／血2」（ザムザ阿佐谷）演出：林英樹
  - 「ジュリエット／灰」（新宿村Live）演出：林英樹
  - 「イグナアナの娘、たち2」（江古田ストアハウス）演出：林英樹
  - 「マテリアル／糸地獄」（d-倉庫）演出：林英樹　　岸田理生第参回アバンギャルドフェスティバル参加作品
  - 「ノラ - 光のかけら - 」（d-倉庫）演出：林英樹
  - 「ヒロコ」 演出：林英樹

### テレビドラマ
- 「妖ばなし」 （TOKYO MX）
  - 第1話「河童」(2017年4月1日) - 沼御前 役
  - 第4話「泥田坊」(2017年4月22日) - 看護士 / 吉原泥美 役
  - 第26話「ぬらりひょん」(2018年3月31日) - 山田幸子 役
  - 第28話「黒塚」(2018年8月11日) - 千味森涼子 役
  - 第82話「岸涯小僧（がんぎこぞう）」麻里子役/主演
- 「この動画は再生できません」2期 第4話 ゲスト俳優 池田香織役

### Web CM
2021年 不動産仲介会社 会社エッセンスホームズ 不動産会社の社員役

### 映画
•2022 年 岩崎智彦監督『スペースクライングフリーセックス』衛生兵役
• 2021年 長谷川千紗監督『くっつき村』くっつき村の女役（ゆうばり国際ファンタスティック映画祭 2021上映）
• 2021年 うみのはるか監督『＃Lｅｍｏｎ』ヒカル役/主演
• 2020 年 ウンノヨウジ・杉本末男監督『人間妖怪鬼鈴』古庫裏婆役
•2020年 武正晴監督『アンダードック』前編 風俗嬢役
•2019年 岩崎友彦監督『クライングフリーセックス〜ネバーアゲイン』セクサー役
•2019年 ウンノヨウジ監督『星は夜空に見えるもの』川波志津役

•2018年 大野大輔監督『アストラル・アブノーマル鈴木さん』司会者役
•2018年 野火明監督『ツングースカ・バタフライーサキとマリの物語』朋美役（2019年公開予定）
•2017年 チャーリー・チョイ監督『熟女愛漫遊』清掃員役／エキストラキャスティング協力（2018年島ぜーんぶでおーきな祭 第10回沖縄国際映画祭上映）
•2017年 中村公彦監督『スモーキング・エイリアンズ』駒沢はるか役（２０１8年ゆうばり国際ファンタスティック映画祭上映）
•2017年 吉田恵輔監督『犬猿』キャバ嬢役（2018年2月テアトル新宿公開）
•2017年 中田信一郎監督『闇金 リアルゲーム』借金する夫婦役
•2016年 岩崎友彦監督　怪獣鉄ドン『帰らないマン』嫁役（２０１７年ゆうばり国際ファンタスティック映画祭上映）
•2016年 岸善幸監督『あゝ、荒野』青姦カップル役（2017年公開）
•2016年 切通理作監督『青春夜話　Amazing Place』長田理子役（2018年公開）
•2016年 内田英治監督『獣道』マミ役（2017年公開）
•2016年 光平哲也監督『ROAD』璃子役（2017年新人監督映画祭上映）
- 2015年 松本花菜監督『脱脱脱脱17』ますみ役

- 2015年 内田英治監督『下衆の愛』景子役

- 2014年 リー・コンロ監督『豪情3D』インタビューされる主婦（香港映画)

- 2014年 池島ゆたか監督『おやじ男優Z』新聞記者役

- 2014年 安藤ボン監督『ボン脳即菩薩』ミキ役

- 2013年 繁田健治監督『君を連れて行く、いいよね。』質問する女役

- 2012年 安藤ボン監督『ふきだまりの女』みどり役

- 2012年 遠藤一平監督『アスペルガーレイヴ』石原幹子役

- 2012年 岩崎友彦監督『ami?amie?つきあってね〜よ！』ケイコ役/ダブルヒロイン（夕張国際映画祭コンペティションノミネート作品）

- 2008年 麿主筆監督『狂愛』女役/主演　（短編ホラー映画祭 優秀賞作品）
- 方舟の女たち（2017年7月8日、OP PICTURES） - 間宮涼子 役[1]
- 冷たい女　闇に響くよがり声（2018年10月12日、オーピー映画） - 同級生 役[2]
- むっちり討ち入り 桃色忠臣蔵（2018年12月7日、オーピー映画） - 三原山葉子 役[3]
- スモーキング・エイリアンズ（2018年12月15日、リアリーライクフィルムズ） - 駒崎はるか 役[4]
- 溢れる淫汁　いけいけ、タイガー（2019年5月24日、オーピー映画） - 署名活動の女 役[5]
- 名器乱舞　欲情の下半身（2020年7月10日、オーピー映画）[6]
- 同棲性活　恥部とあなたと…（2020年11月6日、オーピー映画）
- 尻肉ライダー ぶっかけて青春!（2021年7月16日、オーピー映画）[7]

### オリジナルビデオ
- 2015年 山内大輔監督『歌舞伎町ブラック・スワン』サキ役
- 2015年 越坂康史監督『東京女子刑務所 chapter.1 エリア88』吉澤久美役
- 2015年 山内大輔監督『夜王誕生〜黒の太陽〜』風俗嬢役
- 2015年 越坂康史監督『96分間』ミスル・リノア役
- 2015年 山内大輔監督『あぶない女刑事　ＳＥＸＹリベンジ』ハラダアサミ
- 201６年山内大輔監督『新・嬢王ゲーム　SEX or LOVE』
- 2015年 越坂康史監督『68days』泉響子役（ダブル主演）
- 2014年 友松直之監督『レイプゾンビ4＆5』エリカ役

- 2013年 友松直之監督『レイプゾンビ2＆3』エリカ役

- 2011年友松直之監督『未亡人団地妻』鈴木の妻役

### MV
- 2016年 ご当地怪獣MV(新バージョン)
- 2019年 DATS MV『オドラサレテル』

### ピンク映画
後藤大輔 監督、脚本
- 2011年『となりの人妻  熟れた匂い』弘美役（ピンク映画大賞最優秀作品）
- 2012年『痴漢電車  ゆれ濡れる桜貝』あくびする女役
- 2013年『愛欲霊嬢』とめ役
- 2014年『巨乳事務員 しゃぶれ』　静子
- 2014年『小悪魔メイド 後ろからお願いします』晴美役

池島ゆたか監督
- 2011年『淫虐令嬢  吸いつく舌』EX
- 2011年『婚前生出し 未熟な腰つき』主演女優声吹替
- 2012年『人妻娼婦  もっと恥ずかしめて』主演女声優吹替
- 2012年『ホテトル嬢 悦楽とろけ乳』友人役（ピンク映画大賞最優秀作品）
- 2013年『エッチな体温 白衣みだれ抜き』同僚看護師
- 2014年『婚前OL不埒に乱れて』友人役
- 2014年『熟女の色香 豊潤な恥密』赤い口紅の女役・主演女優声吹替
- 2014年『官能エロ実話 はめられた人妻』主婦役
- 2015年『恋するオヤジ ビンビンなお留守番』まり役
- 2016年『魅惑のラブハウス』背後霊役
- 変態おやじ ラブ・ミー！イッてんだぁ～（2018年7月13日、オーピー映画） - 平野理恵 役[8]

浜野佐知監督
- 2012年『SEXファイル むさぼり肉体潜入』潜入捜査官役

(薔薇族映画)
池島ゆたか監督
- 2011年『愛いろいろ〜lovely family』山本役
- 2015年『俺と彼氏と彼女の事情』友人役

### イメージ映像
- 2011年 緊縛師  結月里奈『炎縄』 『縄の友情』
- 炸裂本音TAKE熟女女子会NO.2